# Светопрозрачный фасад
Светопрозрачный фасад (КСФН, СПК) — ограждающая конструкция, предназначенная для освещения естественным светом помещений зданий (светопрозрачная конструкция фасада). В этом случае фасадом здания служит система из профилей (стоечно-ригельные, модульные СПК) или без профилей (бескаркасные, вантовые СПК), а также заполнения из стеклопакетов из различного архитектурного и строительного стекла. Системные профили могут быть выполнены из алюминиевых сплавов, стеклокомпозита и стали. Поливинилхлоридные профили для фасадов использоваться не могут в силу свойств материала.
В настоящее время, светопрозрачные фасады активно применяются при строительстве жилых комплексов и коммерческих объектов, являются основным видом исполнения фасада для высотных зданий (Башня Федерации, Лахта центр).

## Типы светопрозрачных фасадных конструкций
КСФН по конструктивным особенностям разделяют на следующие типы:
- стоечно-ригельные:
  - со структурным остеклением;
  - с полуструктурным остеклением;
  - с рамным остеклением;
- модульные (секционные);
- спайдерные;
- вантовые;
- кассетные;
- бескаркасные.
- каркасные

Для теплотехнического расчета светопрозрачных фасадов используются специальные методики, учитывающие влияния газов в воздушной прослойке и явление конвективного теплопереноса..